# Tupanvirus
Tupanvirus (TPV) ist eine im April 2023 vom International Committee on Taxonomy of Viruses (ICTV) offiziell bestätigte Gattung von Riesenviren mit zwei Spezies, Tupanvirus altamarinense (Tupanvirus Deep Ocean, TupanDO) und Tupanvirus salinum (Tupanvirus Soda Lake, TupanSL).
Sie sind benannt nach Tupã (Tupan), einem Donnergott der Guaraní, und den Orten, an denen sie gefunden wurden. Einzigartig an diesen Viren ist, dass sie alle 20 Standardaminosäuren inkorporieren (oder übersetzen) können.

## Aufbau

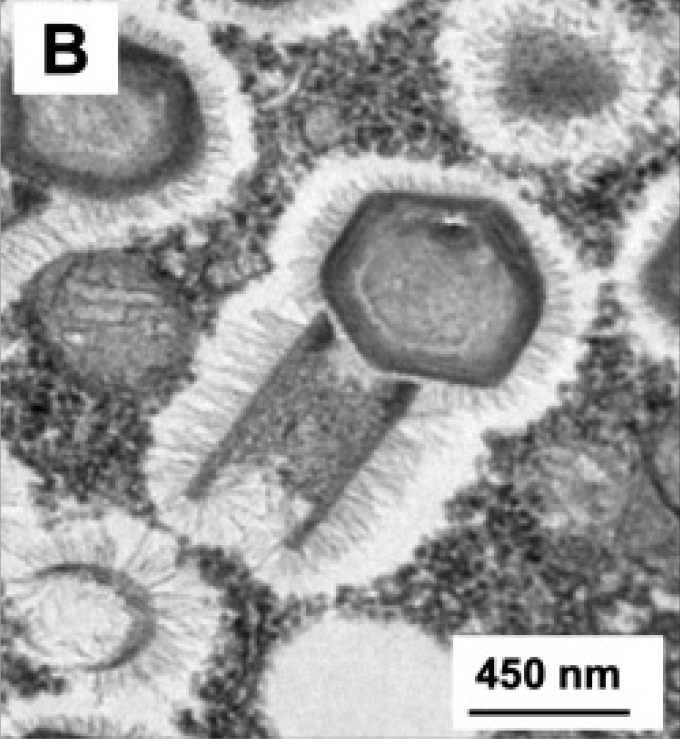
TEM-Aiufnahme von Tupanvirus-Partikeln

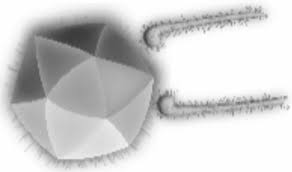
Virion von Tupanvirus mit Faserschicht (Schema: Aufsicht)

Schemazeichnung eines Tupanvirus-Virions, Querschnitt und Seitenansicht.

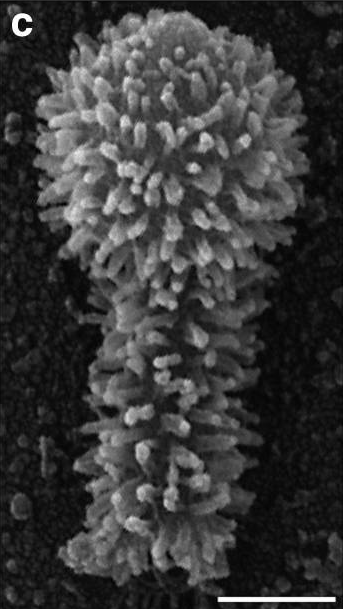
REM-Aufnahme eines Tupanvirus-Teilchens

Die Virionen (Virusteilchen) der Tupanviren haben eine Länge von bis zu 1,2 µm, wobei das Kapsid in Größe und Struktur ähnlich ist wie bei der Gattung Mimivirus. Die Virionen der Gattung Tupanvirus weisen jedoch einen großen zylindrischen Schwanz auf (~ 550 nm × 450 nm im Durchmesser), der an der Basis des Kapsids befestigt ist. Einige Partikel können aufgrund der Variation der Größe dieses Schwanzes bis zu 2,3 µm erreichen.

## Genom
Das Genom der Tupanviren besteht aus doppelsträngiger DNA.
Bei Tupanvirus altamarinense (Tupanvirus deep ocean) hat es eine Länge von 1.516.267 bp (Basenpaaren) und kodiert vorhergesagt 1.359 Proteine, der GC-Gehalt liegt bei 29 %.
Bei Tupanvirus salinum (Tupanvirus soda lake) sind es 1.439.508 bp Länge, 1.276 vorhergesagt kodierte Proteine, und gleicher GC-Gehalt.
Viele Gene, die Prozesse in zellulären Organismen vorkommen, werden auch in den Genomen der Gattung Tupanvirus gefunden.

## Replikation

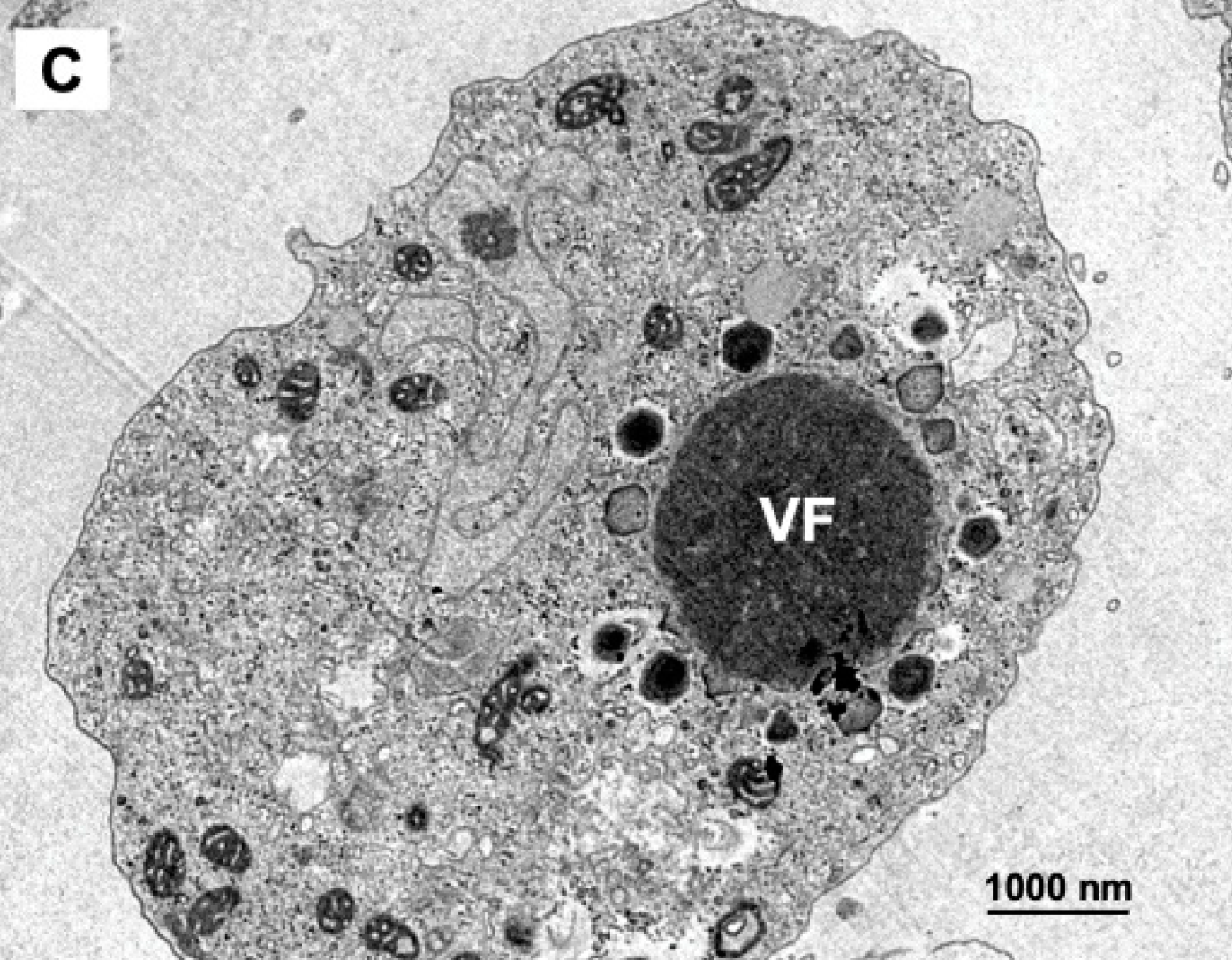
TEM-Aufnahme einer Tupanvirus-Virusfabrik, die einen großen Teil des Zytoplasmas der Wirtszelle von Acanthamoeba castellanii einnimmt. VF: Virusfabrik.

Die Replikation findet – wie für Mitglieder der Familie Mimiviridae üblich – in einer Virusfabrik (en. viral factory, VF) statt.

## Wirte
Tupanviren sind in der Lage, Protisten und Amöben zu infizieren, stellen jedoch keine Bedrohung für den Menschen dar. Während die meisten Riesenviren nur in einer einzigen Spezies oder Gattung replizieren können, haben die Mitglieder der Gattung Tupanvirus ein sehr breites Wirtsspektrum, darunter Wirte der Gattung Acanthamoeba (A. castellanii, A. polyphaga, A. griffini, A. sp. E4),. sowie
Vermamoeba vermiformis (Echinamoebida),
Willaertia magna (Vahlkampfiidae),
Tetrahymena hyperangularis und
Dictyostelium discoideum.
Bei ihrer Entdeckung hatten die Tupanviren den größten Translationsapparat in der bekannten Virosphäre. Die Analyse der Tupanviren ist daher ein wichtiger Schritt zum Verständnis der Evolution von Riesenviren.

## Systematik
Die Gattung wurde im April 2023 vom International Committee on Taxonomy of Viruses (ICTV) mit den beiden Spezies offiziell anerkannt. Als Mitglied der Familie Mimiviridae, Gruppe I (Unterfamilie Megamimivirinae) gehört die Gattung Tupanvirus zum Phylum Nucleocytoviricota (früher Nucleocytoplasmic large DNA viruses, NCLDV).
Die Gattung Tupanvirus wird innerhalb der Mimiviridae-Gruppe I – ebenso wie die vorgeschlagene Gattung „Platanovirus“ (mit „Platanovirus saccamoebae“ KSL-5 und KSL-5x) und dem möglicherweise nächsten Verwandten „Satyrvirus“ keiner der herkömmlichen Linien (Mimivirus/Linie A, Moumouvirus/Linie B oder Megavirus/Linie C) zugeordnet, sondern bildet mit diesen zusammen einer eigenen Linie (Tupanviren im weiteren Sinn).
Die folgende Systematik basiert auf der Master Species List #38 des International Committee on Taxonomy of Viruses (ICTV) vom 8. April 2023
Familie Mimiviridae
- Klade (ehemals „Aquavirinae“, „Aquaviren“)[20][21]
  - Unterfamilie Aliimimivirinae (Mimiviridae-Gruppe II)
    - Gattung Rheavirus (früher Cafeteriavirus)

  - Unterfamilie Klosneuvirinae (Klosneuviren)
    - Gattungen Fadolivirus, Theiavirus (mit BsV), Yasminevirus
- Klade Mimiviridae-Gruppe I (Unterfamilie Megamimivirinae inklusive Gattung Mimivirus)
  - Unterfamilie Megamimivirinae
    - Gattung Mimivirus (Linie A)
    - Gattung Moumouvirus (Linie B)
    - Gattung Megavirus (Linie C)
    - Gattung Cotonvirus (nahe Linie A?)
    - Gattung Tupanvirus (TPV)
      - Spezies Tupanvirus altamarinense mit Tupanvirus deep ocean (TupanDO)
      - Spezies Tupanvirus salinum mit Tupanvirus soda lake (TupanSL)

    - Gattung „Platanovirus“
      - Spezies „Platanovirus saccamoebae“ mit KSL-5 und KSL-5x[19][20]

    - Gattung „Satyrvirus“[4]

## Habitat / Fundort
TupanSL ist ein Isolat aus einem brasilianischen Natronsee im Pantanal, TupanDO stammt aus Tiefsee-Bodensedimenten aus 3.000 m Tiefe (bei Campos dos Goytacazes).

### Kladogramme
Für den phylogenetischen Baum innerhalb der Familie Mimiviridae-Gruppe I gibt es verschiedene Vorschläge:
Kladogramm A
|  | Tupanvirus altamarinense mit Tupanvirus deep ocean (TupanDO) |
|  |                                                              |
|  | Tupanvirus salinum mit Tupanvirus soda lake (TupanSL)        |
|  |                                                              |

|  | Cotonvirus          |
|  |                     |
|  | Mimivirus (Linie A) |
|  |                     |

|  | Megavirus (Linie C)   |
|  |                       |
|  | Moumouvirus (Linie B) |
|  |                       |

|  | Cotonvirus          |
|  |                     |
|  | Mimivirus (Linie A) |
|  |                     |

|  | Megavirus (Linie C)   |
|  |                       |
|  | Moumouvirus (Linie B) |
|  |                       |

|  | Tupanvirus altamarinense mit Tupanvirus deep ocean (TupanDO) |
|  |                                                              |
|  | Tupanvirus salinum mit Tupanvirus soda lake (TupanSL)        |
|  |                                                              |

|  | Cotonvirus          |
|  |                     |
|  | Mimivirus (Linie A) |
|  |                     |

|  | Megavirus (Linie C)   |
|  |                       |
|  | Moumouvirus (Linie B) |
|  |                       |

|  | Cotonvirus          |
|  |                     |
|  | Mimivirus (Linie A) |
|  |                     |

|  | Megavirus (Linie C)   |
|  |                       |
|  | Moumouvirus (Linie B) |
|  |                       |

|  | Tupanvirus altamarinense mit Tupanvirus deep ocean (TupanDO) |
|  |                                                              |
|  | Tupanvirus salinum mit Tupanvirus soda lake (TupanSL)        |
|  |                                                              |

|  | Cotonvirus          |
|  |                     |
|  | Mimivirus (Linie A) |
|  |                     |

|  | Megavirus (Linie C)   |
|  |                       |
|  | Moumouvirus (Linie B) |
|  |                       |

|  | Cotonvirus          |
|  |                     |
|  | Mimivirus (Linie A) |
|  |                     |

|  | Megavirus (Linie C)   |
|  |                       |
|  | Moumouvirus (Linie B) |
|  |                       |

|  | Tupanvirus altamarinense mit Tupanvirus deep ocean (TupanDO) |
|  |                                                              |
|  | Tupanvirus salinum mit Tupanvirus soda lake (TupanSL)        |
|  |                                                              |

|  | Cotonvirus          |
|  |                     |
|  | Mimivirus (Linie A) |
|  |                     |

|  | Megavirus (Linie C)   |
|  |                       |
|  | Moumouvirus (Linie B) |
|  |                       |

|  | Cotonvirus          |
|  |                     |
|  | Mimivirus (Linie A) |
|  |                     |

|  | Megavirus (Linie C)   |
|  |                       |
|  | Moumouvirus (Linie B) |
|  |                       |

Diese Phylogenie entspricht dem Vorschlag von David Needham, Alexandra Worden et al. (2019), Fig. 2 und S3, wonach die Stellung der Tupanviren basal innerhalb der Mimiviridae-Gruppe I ist (abgesehen vom unbestätigten „GVMAG-S-1014582-52“).
Nach Schulz et al. (2018), Fig. 2: clustern die Tupanviren mit einer aus den Linien B und C gebildeten Klade:
Kladogramm B
|  | Moumouvirus (Linie B) |
|  |                       |
|  | Megavirus (Linie C)   |
|  |                       |

|  | Tupanvirus (TupanSL, TupanDO) |
|  |                               |
|  | „Satyrvirus“                  |
|  |                               |

|  | Moumouvirus (Linie B) |
|  |                       |
|  | Megavirus (Linie C)   |
|  |                       |

|  | Tupanvirus (TupanSL, TupanDO) |
|  |                               |
|  | „Satyrvirus“                  |
|  |                               |

|  | Moumouvirus (Linie B) |
|  |                       |
|  | Megavirus (Linie C)   |
|  |                       |

|  | Tupanvirus (TupanSL, TupanDO) |
|  |                               |
|  | „Satyrvirus“                  |
|  |                               |

|  | Moumouvirus (Linie B) |
|  |                       |
|  | Megavirus (Linie C)   |
|  |                       |

|  | Tupanvirus (TupanSL, TupanDO) |
|  |                               |
|  | „Satyrvirus“                  |
|  |                               |

Dies ist in Übereinstimmung mit
Disa Bäckström et al. (2018) Fig. 3,
Koonin und Yutin (2018) Fig. 1 und
Guglielmini et al. (2019), Fig. 2;
sowie in Übereinstimmung mit Abrahão  al. (2018) Fig. 4,
aber in Fig. 3b derselben Arbeit(!) bilden die Tupanviren eine Schwestergruppe zur Gattung Mimivirus (Linie A):
Kladogramm C
|  | Tupanvirus (TupanSL, TupanDO) |
|  |                               |
|  | Mimivirus (Linie A)           |
|  |                               |

|  | Moumouvirus (Linie B) |
|  |                       |
|  | Megavirus (Linie C)   |
|  |                       |

|  | Tupanvirus (TupanSL, TupanDO) |
|  |                               |
|  | Mimivirus (Linie A)           |
|  |                               |

|  | Moumouvirus (Linie B) |
|  |                       |
|  | Megavirus (Linie C)   |
|  |                       |

In diesem letzten Szenario könnten die Tupanviren ein Subset der Gattung Mimivirus darstellen.
Bereits aufgrund der vor April 2023 vorliegenden Arbeiten konnte das erste Kladogramm A als wahrscheinlichstes Szenario für die phylogenetischen Beziehungen unter den Vertretern und Kandidaten der Mimiviridae-Gruppe I betrachtet werden. Das ICTV hat diese Sicht im April 2023 bestätigt (mit Ausnahme der Unterfamilien-Klassifizierug von Mimivirus).
Die Tupanvirus-Gruppe wäre lediglich um „Satyrvirus“ und „Platanovirus“ (deren nächste Verwandten vermutlich die Tupanviren sind) zu ergänzen.

## Virophagen
Sowohl Tupanvirus DO als auch Tupanvirus SL können für beide Virophagen Sputnik und Zamilon (Familie Sputniviroviridae der Klasse Virophaviricetes, früher Maveriviricetes) als viraler Wirt dienen – zusammen mit Acanthamoeba castellanii als zellulärem Wirt. Der Wildtyp des Guarani Virophagen kann sich jedoch mit keinem der beiden Tupanvirus-Varianten und A. castellanii als zellulärem Wirt replizieren. Said Mougari et al. gelang es jedoch 2020, eine Mutante des Guarani-Virophagen zu selektieren, die Tupanviren infizieren kann.
 Die Autoren vermuteten, dass ein kleiner Teil der Guarani-Virophagen-Population aus eben dieser Mutante bestand. Die Mutanten zeigten eine Veränderung (Deletion von 81 Nukleotiden) in ihrem kollagen-artigen Gen.